# 서울 심곡사 목조보살좌상
심곡사 목조보살좌상(深谷寺 木造菩薩坐像)은 대한민국 서울특별시 성북구 심곡사에 있는 조선시대의 불상이다. 2012년 5월 3일 서울특별시의 유형문화재 제337호로 지정되었다.

## 개요
이 불상은 높이가 88.3cm 정도로 중형에 속하며 전체적으로 얼굴, 상체, 하체의 형태가 안정적인 불상으로, 보살상의 인상이나 착의법 등에서 17세기 중반에 활동한 혜희의 계보에 속하는 조각승에 의하여 제작된 것으로 추정된다.
비록 발원문이 남아있지 않아 제작연대를 명확하게 알 수 없고 보관과 일부 손가락이 망실되었으나, 조선후기 불교조각사에서 개별 조각승의 양식적 특징을 잘 반영하고 있다.

## 참고 문헌
- 서울 심곡사 목조보살좌상 - 국가유산청 국가유산포털